# Підбуж
Пі́дбуж — селище в Україні, у Східницькій селищній територіальній громаді Дрогобицького району Львівської області.
Площа селища у межах забудови становить 710 га або 7,16 км². З урахуванням приналежних полів, лісів тощо — 4096 га або 40,96 км².
У селищі діють середня загальноосвітня школа та Мала академія мистецтв, районна лікарня, заводи мінеральних вод «Легенда Карпат» та «Підбузька», база відпочинку «Карпати», геріатричний пансіонат тощо.
Є сакральні споруди XVIII-ХІХ ст.

## Символіка
Автор проєктів — А. Гречило.

### Прапор
Квадратне полотнище, що складається з 3 рівновеликих вертикальних смуг — синьої, жовтої та синьої, на середній жовтій — два стилізовані сині грона винограду з зеленими хвостиками. На даному полотнищі розміщений виноградний кущ, який є символом щедрості й багатства та дві сині смуги, що уособлюють дві річки — Бистрицю і Сторонявку. На прапорі зображені два грона, які вказують на 2 населені пункти, підпорядковані селищній раді, тобто Підбуж та Сторону.

### Герб
У золотому полі, на зеленому пагорбі, зелена виноградна лоза з листочками і синіми гронами. Герб вписано у декоративний картуш, у вінчаний срібною міською короною, що свідчить про статус поселення.
Зображення виноградного куща з гронами виступало на печатці селища (на той час — містечка Дрогобицького повіту Королівства Галичини) ще в 1870-х рр., про що свідчать матеріали колекції документів відомого галицького краєзнавця ХІХ століття Антонія Шнайдера.

## Історія

### Походження назви селища Підбуж
Існує декілька версій походження назви селища Підбуж: за народними переказами, Ярослава-Богдана Рудницького, Владислав Макарського, Юрія Кругляка та ін.
Український мовознавець Ярослав-Богдан Рудницький класифікуючи географічні назви Бойківщини, відносить «Підбуж» до розділу «Сумнівні [wątpliwe] назви». Автор припускає, що назва походить, можливо, від слів «Buh» чи «Bug».
Польський дослідник Владислав Макарський вважає, що назва «Підбуж» сформувалась навколо кореня «bug» (Pod-bug-je), що означає місцевість, яка розташована над водою. Крім того, зазначає, що назва трансформувалась від «Подбуже» до «Подбуж» ("Podbuge — Podbug). Проте, стосовно мовного походження назви «Підбуж», автор відносить її до назв нейтральних, тобто таких, стосовно яких важко встановити їхню мовну приналежність (йдеться про українську і польську мови).
Юрій Кругляк у своєму топонімічному дослідженні трактує походження назви «Підбуж» згідно з даними народних переказів. Відповідно до одного із переказів назва походить «…від того, що перші поселенці відвойовували в гір клаптики землі й селилися по схилах під буками…», у іншому переказі мовиться про походження назви від польського слова «буж» (бір).
Таким чином, можна виділити дві версії походження назви селища Підбуж:
- від слова «bug», відповідно до версії Владислава Макарського, назва пов'язана із заснуванням поселення над водою (річкою);
- від слова «бук» (дерево), «під буками», відповідно до народних переказів.

### Підбуж у XVII—XIXст. (за даними Географічного словника Польського королівства)
За часів І Речі Посполитої (1569—1795 рр.) село належало до королівських маєтностей Підбузької країни Самбірської економії Перемишльської землі. Станом на 1686 рік. (за даними люстрації) територія села становила 25 ланів (це приблизно 425 га, сьогодні територія майже 700 га), війтівських — 3 лани, попівських (священика) — 2 лани, гайдуцьких 1 лан тощо. З цих ланів платився чинш, тобто регулярний податок натурою чи грошима. Село давало з кожного лану по 2 гуски, 4 курки, 16 яєць тощо. Також зазначається про суттєве спустошення села в цей час, тобто у 1686 р.: «spustoszala i nie masz nad dwie chalupy, w których ludzie mieszkają». Крім того, місцевим мешканцям заборонялось займатись пасічництвом та робити копальні в лісах, що мотивувалось збереженням лісу.
До так званої «Країни Підбузької», яка належала до Самбірської економії входило 14 сіл: Підбуж, Розогач (Rosochacz), Мита (Myta), Дольжки (Dolzki), Сторона, Сприня і Спринька, Нагуєвичі, Лукавиця, Смолиця (Smolica), Залокоть, Опака, Ясениця і Бистриця.
Майже через століття територія Підбужа, згідно з даними інвентаря за 1760 рік, не змінилась, тобто залишалось 25 ланів, з яких засіяних 8 1/2, кошених 10 1/2, пустих 6 тощо. Посесором (орендатором) був пан Антоній Татомир, який сплачував до королівської казни 22 зл. 15 гр. Війтами, тобто очільниками місцевого самоврядування, були Василь та Юрій Татомири.
Серед повинностей Підбузької громади були: репарація (матеріальна відповідальність) до всіх жуп нарівні з іншими селами (окрім Нагуєвич і Сприні); робити паркани у Котові нарівні з іншими селами; обсаджувати пастівник у Котові; копати рови; привозити дерево, до всіх жуп відвозити водні кола до млинів; 2 вози дров доставляти до навколишніх жуп — з півночі на південь від Нагуєвичі до Котовської жупи, отримуючи за це плату. Також селянам заборонялось вирубувати ліс, окремі породи дерев.
До «Країни Підбузької» входили вже 11 сіл, на три менше ніж минулого століття: Підбуж, Сторона, Сприня і Спринька, Нагуєвичі, Лукавиця, Смільна, Залокоть, Опака, Бистриця і Ясениця Зварицька..
Згідно з даними за 1880 рік у Підбужі було 263 двори та 1461 мешканець, тобто вдвічі менше ніж сучасне населення селища. За віровизнанням в селі проживали 131 католик, 1192 греко-католик та 206 юдеїв. За національністю переважною більшістю села були українці (1176 осіб), також було чимало поляків (346 осіб) та лише 3 німці.
Греко-католицька парафія належала до Мокрянського деканату, Перемишльської єпархії. Була дерев'яна церква св. Йоана Хрестителя, однокласова школа, повітовий суд, пошта і телеграф, фундуш для вбогих — 479 злотих, цегельня, паровий тартак силою 40 коней. Цей тартак щорічно використовував 18 тис. куб. м дерева «swierkowego i jedlowego» (смерекового і ялинового), а виробляв 11500 м³ «tarcie, lat, rygli». Римо-католицька парафія належала до Дрогобицького деканату Перемиської дієцезії, до парафії належали такі села: Бистриця, Довге, Кропивник, Майдан, Нагуєвичі, Опака, Підмонастирок, Смільна, Уріж, Винники, Залокоть і Рибник. У селі був мурований костел св. Йоана Хрестителя, побудований у 1869.
У 1868 в селі працювала парова фабрика парафінових виробів, яка щоденно переробляла 5 ц земного воску і виробляла щотижнево 2 ц парафінових свічок. На фабриці працювало 16 людей.
До складу камеральної Підбузької країни входило близько 20 сіл, зокрема: Підбуж, Бистриця, Опака, Смільна, Сторона, Залокоть, Жданне (Zdzianne, тепер мабуть Жданівка), Волосянка Велика і Мала, Ісаї (Isaje), Ясінка Масьова і Стецьова (Jasionka Masiowa i Steciowa), Кондратів, Ластівки і Свидник; з 1789 — Довге, Рибник, Майдан тощо.
В період австрійської адміністрації Підбуж розвивався в напрямку перетворення на повітове містечко для навколишніх теренів. Саме впродовж ХІХ ст. було споруджено приміщення повітового суду, поштового уряду, нотаріату. Також в селі існувала адміністрація навколишніх лісів, парового тартаку барона Лібіга. Свої власності барон у 1918 продав чеській фірмі «Годуля».
Впродовж міжвоєнного періоду (1918—1939), в складі Польщі, в селі було по три тартаки (лісопильні) та млини, пекарня, лимонадний завод, цегельня, 25 єврейських та три українські крамниці, три українські ресторани, аптека.

## Населення

### Мова
Розподіл населення за рідною мовою за даними перепису 2001 року:
| Мова            | Кількість | Відсоток |
| --------------- | --------- | -------- |
| українська      | 2813      | 99.65%   |
| російська       | 7         | 0.24%    |
| білоруська      | 2         | 0.07%    |
| інші/не вказали | 1         | 0.04%    |
| Усього          | 2823      | 100%     |

## Культура

### Релігія
Церква Преображення Господнього (1722). У 1890 р. в містечко перенесена стара церква 1722 р. будови з села Опаки і посвячена як каплиця Преображення Господнього. Ймовірно, тоді ж трохи перебудована. Тепер це тризрубна будівля, увінчана на восьмерику нави великою грушастою банею з ліхтариком і маківкою.

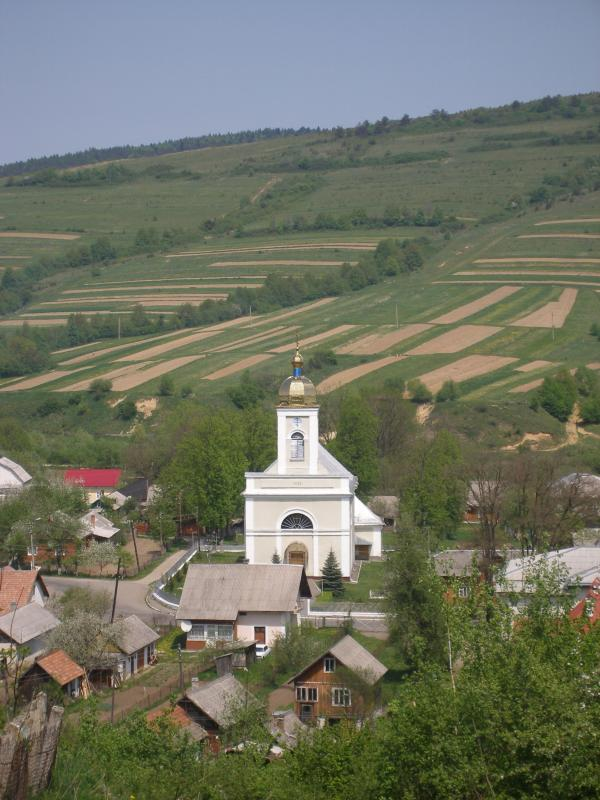
Церква Собору Св. Йоана Хрестителя (1828)

Парафія Собору Св. Йоана Хрестителя у XVI—XIX ст.
Перші письмові згадки про існування в Підбужі православної парафії можна знайти в документах XVI ст. Зокрема, у поборовому реєстрі Руського воєводства за 1515 р. зазначається про священика. Згадується про місцевого пастиря і в люстрації за 1565—1566 рр.
Серед нечисленної кількості джерел з історії парафії XVI—XVII ст. збереглась ікона Св. Миколая з двома житійними сценами другої половини XVI ст., яка сьогодні знаходиться у Національному музеї у Львові імені Андрея Шептицького. Окрім Св. Миколая, якого зображено у фронтальній поставі, обабіч ніг святителя подані дві житійні сцени — порятунок потопаючого Димитрія та порятунок корабля від потопу.
Свідченням функціонування парафії у XVII ст. є відомості про одну із даровизн, тобто пожертву, до храму Собору св. Йоана Хрестителя. Зокрема, у 1611 р. Лаврентій (імовірно мешканець Підбужа та парафіянин церкви) придбав у Василя з Дрогобича Устав чи Типікон (одна із богослужбових книг). На купленій книзі було зроблено дарчий запис, іншими словами словесно затверджено пожертву книги Лаврентієм до церкви у Підбужі. Як мовиться у записі здійснено було таку пожертву, щоб у цьому храмі молилися за його сина «небожчика» Якова, за його «душевное спасенїє», а також і за «телесноє здравїє» та відпущення гріхів дарувальника, тобто Лаврентія. Сьогодні цей Устав зберігається у Бібліотеці національної академії наук Румунії у Бухаресті.
У XVIII ст. на території села існувало дві парафії — горішня та долішня. Кожна із церковних громад мала окрему церкву із однаково посвятою — Св. Йоана Хрестителя. У 1737 р. підбузькій парафії було надано презенту (документ, який засвідчував поставлення духовної особи на парафію), якою підтверджувались церковні маєтності (документ зберігається в Архіві давних актів у Варшаві). Під час візитації парафії у 1780 р. (документ зберігається у Державному архіві в Перемишлі — далі APP), про горішню церкву зазначено, що вона стоїть «на доброму фундаменті [проте] над хорами діри прогнилі … підлога частково кам'яна, частково дерев'яна… а цвинтар оточений частково камінням, частково парканом». Натомість долішня церква була з трьома куполами і «зверху трохи побита … посередині знищена … попсута дерев'яна підлога». В церквах були всі необхідні богослужбові книги, окрім Ірмолоя, відповідно існувала можливість провадити повноцінне богослужбове життя.
Станом на 1766 р. у 83 селах Самбірської економії було 90 церков із 126 священиками. Два із них служили на парафії у Підбужі. Зокрема у 1768 р. це були брати Іван та Василь Кецило. В останній чверті XVIII ст. до парафії належали близько 830 прихожан, що становила майже 90 % всіх мешканців села. Крім осіб «грецького» віросповідання, ще було 90 осіб римо-католицього та 22 юдейського.
Серед семи настоятелів парафії Собору св. Йоана Хрестителя у ХІХ ст. найдовше служив о. Іван Ланкевич. Отець Іван служив місцевій громаді впродовж 41 року!, а саме з 13 липня 1832 року до своєї кончини 20 серпня 1873 року. Народився він у 1801 році, був рукоположений (висвячений на священика) у 26 років, тобто у 1827 р. Отець Іван служив на парафії у Підбужі, будучи вдівцем. Про високий статус українського (руського) священника (йдеться про о. Івана Ланкевича) в тогочасній поліконфесійній та багатоетнічній громаді Підбужа свідчить третій номер (зі 162) у списку виборців села під час виборів до Галицького сейму у 1870 р. (документ зберігається у Національному архіві в Кракові).
Період ХІХ ст. в історії парафії — час активізації парафіяльного життя. В перших десятиліттях цього століття, а саме до 1828/1830 р., було збудовано муровану церкву терезіанського типу, яка є окрасою селища і по сьогодні. Для зведення нового храму були вагомі причини, насамперед руйнування старої дерев'яної. Про «незадовільний» стан церковної будівлі зазначається в описі храму за 1804 р.: «Долішня парафіяльна церква під титулом св. Йоана Хрестителя [є] з дерева. Мурована [церква стоїть] на фундаменті з каменю, знаходиться на землі [у власності] громади. [За типом будови] старосвітська, під ґонтовим дахом разом із дзвіницею, але через свою старість занепадає … навколо [церкви] цвинтар, [який] оточений кам'яним парканом…».
У 1890 р. до Підбужа була перенесена церква збудована у 1722 р. — храм Преображення Господнього, який і по сьогодні знаходиться в горішньому кінці селища. Окрім двох храмів, станом на 1877 р., були ще 4 каплиці, про які зазначається у шематизмі Перемиської єпархії.
У ХІХ ст. парафія у Підбужі налічувала понад півтори тисячі парафіян. Цікаво, що у шематизмах окремо записувалась кількість парафіян нижньої (долішньої) та верхньої (горішньої) частин села. Наприклад, якщо станом на 1831 р. більше парафіян було в долішньому кінці (а саме 911 і 633), то у 1842 р. кількісно переважала церковна громада у горішньому кінці села — було 822 і 723.
Одним зі свідчень доволі-таки активної діяльності парафії було функціонування в ній ще з 1820-х років тривіальної школи. З понад 20 парафій Мокрянського деканату, до складу якого входила церковна громада у Підбужі, школи були лише у 8 селах. Крім того, відомо, що у 1830-х роках така школа була утраквістичною, тобто двомовною. Відомі й імена учителів цього часу, ними були «доктор» Михайло Селецький, а з 1836 р. — Іван Карпінський, Під керівництвом останнього у 1849 р. навчались 33 учні. Існував на парафії і парафіяльний уряд (церковний комітет), який мав власну печатку.
Сьогодні парафія собору св. Іоана Хрестителя — це конфесія Православної Церкви України.

### Література

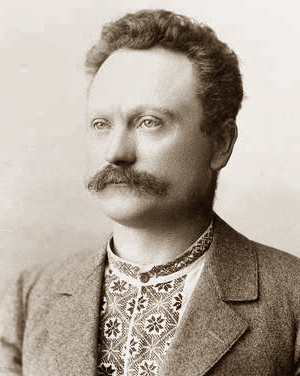
Іван Франко

### Мистецтво

#### Музика
Підбужанка — ансамбль пісні і танцю. Ансамбль створено у 1977 р., внаслідок об'єднання трьох гуртків: танцювального, хорового та оркестру народних інструментів. Керівниками мистецького колективу були Любомир Яким та Софія Пікунець. Через певний час ансамбль став лауреатом обласного огляду хореографічних колективів Львівської області. З цього часу успіх став постійним супутником у творчій біографії колективу. А в свою біографію «Підбужанка» вписала десятки концертів для жителів міст і сіл, участь в багатьох оглядах, фестивалях, конкурсах, участь майже в усіх масових заходах області, району, селища.
У 1980 році колектив виступав на заключному концерті переможців декади народного танцю «В сім'ї єдиній, радянській», брав участь у республіканському телевізійному фестивалі піонерської пісні. Двічі транслювало виступ ансамблю республіканське телебачення. В 1985 році ансамблю було присвоєно почесне звання «Народний», що стало кульмінацією у розвитку ансамблю. В наступне двадцятиліття «Підбужанка» продовжувала існувати із певними перервами, проте її діяльність була менш успішною.
«Смерека» Любомира Якима.
Одним з найбільших визнань для пісні є її визнання як народної. Нерідко пісню «Смереку» визнають за таку. Насправді «Смерека» має автора, слова і музику написав Любомир Яким, котрий мешкає у селищі Підбуж.
«Смерека» була написана у 1969 р. За словами автора писалося легко: «– край села стоїть хатина — зримі образи лягали на папір; — на горі росте смерека — і так мазок за мазком вимальовувалася картина: в тій хатині є дівчина, та до неї так далеко — і нарешті вдалося все з'єднати до купи: зримі образи та іскринки мелодії злилися у єдиний акорд: — ой смереко, чом ти так ростеш далеко?..»
Саме в цей час Любомир Антонович був засновником і керівником ансамблю «Троїсті музики», а трохи згодом ще й дитячого ансамблю «Підбужанка», які, до речі, стали народними. То ж першим виконавцем «Смереки» став соліст «Троїстих музик» Степан Тимчишак, водій за фахом. Пісня сподобалася слухачам у Підбужі, в Дрогобичі та в інших містах, де виступали. А через рік на республіканському конкурсі в Києві Степан Тимчишак став лауреатом і був нагороджений медаллю. У 1972 р. таку ж медаль і звання лауреата отримав увесь ансамбль. У 1973 р. «Троїсті музики» були вже учасниками всесоюзних конкурсів «Молоді голоси» і, «Ало, ми шукаємо таланти» і єдина на весь СРСР фірма грамзапису «Мелодія», випустила платівку. Таким чином «Смерека» Любомира Якима з Підбужа стало широковідомою. Її співали на офіційних концертах, на весіллях і просто на вулиці. Другого дихання їй надав народний артист України Микола Гнатюк. «Смерека» знову зазвучала на радіо і на телебаченні. У 2000 р. за сприяння Миколи Гнатюка Любомиру Якиму вручили диплом, як авторові «Шлягера ХХ століття».

## Відомі люди

### Юзеф Дітль (Józef Dietl)

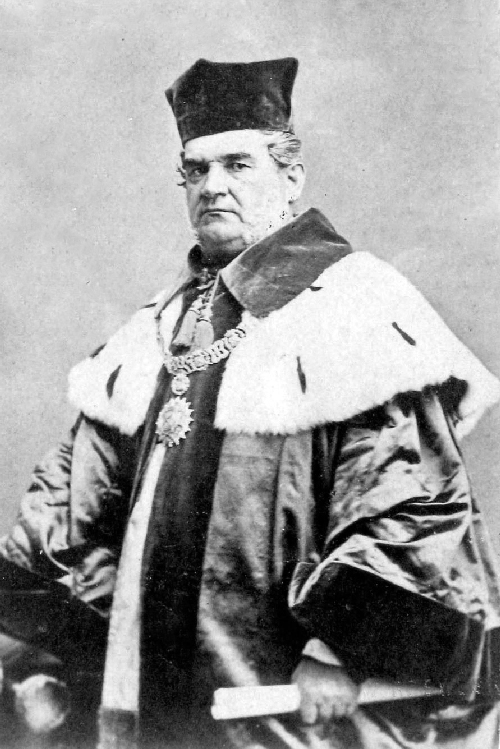
Józef Dietl

Юзеф (Йосиф) Дітль (пол. Józef Dietl) — польський лікар. Народився 24 січня 1804 року у Підбужі, який входив до складу Самбірського округу, в німецькій сім'ї. Один із біографів Юзефа Дітля назвав його «людиною програми» через його систематичність, витривалість та планування будь-якої роботи. На його честь ще у 1865 році було відкрито пам'ятник у Щавниці. Його визнали почесним громадянином Кракова та Нового Санча. З 1869 року був пожиттєвим членом австрійського парламенту (палати панів). У Кракові на його честь назван одну із вулиць, видано пам'ятну книгу на річницю 50-ліття смерті (у 1938), у 1948 році було відкрито пам'ятник в центрі міста  на площі всіх Святих (виконаний Ксаверієм Дуніковським). 13 жовтня 2013 року йому відкрито меморіальну дошку у селищі Підбуж.

### Інші (вибране)
- Ліна Біленька (10 січня 1925 р., с. Юзвин, Вінницький район, Вінницька область — 23 березня 2025 р. c. Підбуж, Дрогобицький район, Львівська область) — українська пиьменниця.
- Брутка (Брутко, Брушко) Василь (?-1945) — референт СБ Підбузького районного проводу ОУН.
- Гавецький Андрій Юрійович — солдат Збройних сил України, учасник російсько-української війни.
- Кульчицький Юрій Петрович (1912—1993) — український художник і кераміст.
- Луців Степан (* 1951) — заслужений будівельник України.
- Лучечко Еміль (Łuczeczko) (1910, Підбуж — 1941, Дзялдово, Вармінсько-Мазурське воєводство, Польща) — отець-салезіянин.
- Маркович Василь (* 1955) — заслужений будівельник України.
- Петраш Богдан (нар. 1955) — педагог, музика, краєзнавець, член НСЖУ.[5]
- Процик Людмила Григорівна (* 1955) — відмінник освіти України, заслужений вчитель України.
- Селецький Кирило (1835, Підбуж — 1918, Жужеляни, Сокальський р-н) — греко-католицький священик, засновник жіночих чернечих орденів (Згромадження сс. Служебниць Пречистої Діви Марії та Згромадження сс. св. Йосифа Обручника Пречистої Діви Марії), автор читанки «Своя хата» (1868). 10 грудня 2015 на приміщенні Підбузької СЗШ І-ІІІ ст. відкрили меморіальну дошку отцю Кирилу Селецькому.
- Черняк Стефанія (1914, Підбуж — 1997, Ченстохова, Польща) — вчителька французької мови (в Ярославі, Ченстохові тощо).
- Юринець Ігор (* 1953) — журналіст, поет, прозаїк, член Національної Спілки письменників України
- Яким Любомир (1936, с. Воля, Старосамбірський р-н. —2014) — український композитор, поет[6].
- Cаранча Сергій Миколайович (1956, Підбуж) — заслужений Лікар України.

## Різне

### Топоніми

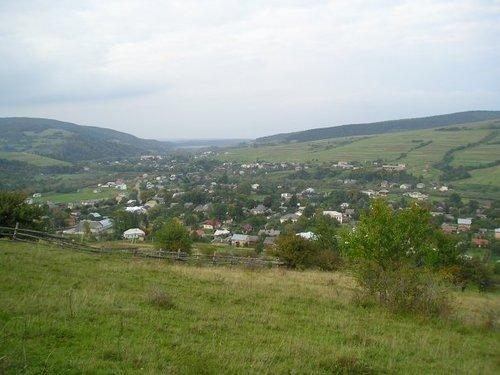
Панорама селища

Ріки. Бистриця (Тисменицька) — права притока річки Дністер, бере початок з джерел села Бистриця. Сторонявка — притока Бистриці.
Гори. На правому березі Бистриці: Магура (буквально в перекладі з польської «моя гора») — висота 735 м. Шепельник — 649 м. «На Греблі» — 551 м. На лівому березі Бистриці: Думянка — 737 м. Рубаний — 585 м, за переказами назва походить від того, що на даній горі були букові ліси, які вирубували, тому почали називати дану гору «Рубаний». Теребух — 525 м.

### Цікаво
Підбуж на сторінках американської газети Женева Дейлі Таймс (1944 р.)
Відомості про Підбуж подаються у п'ятничному випуску 50, № 62, за 11 серпня 1944 р., американської газети «Geneva Daily Times», яка виходила на теренах штатів Онтаріо, Нью-Йорк та ін. впродовж 1911—1955 р. У повідомленні про хроніку подій Другої світової війни на східному фронті, мовиться, що (далі оригінал тексту англійською мовою):
«In the oil country of the Carpathian foothills, at the southern end of the long front, toe Russians took Podbuz, 11 miles southeast of the captured oil center of Drohobycz and only 71 miles from the Czeehoslovakian border. Forty other settlements in the rich oil fields were liberated».
«У нафтовому селі передгір'я Карпат, на південному кінці довгого фронту, росіяни (червона армія) взяла Підбуж, який розташований 11 миль на південний схід від нафтового центру Дрогобича, та лише 71 милю від чехословацького кордону. Інші сорок населених пунктів, розташованих в долинах багатих нафтових родовищ, також були звільнені».
Незважаючи на те, що американські журналісти помилково віднесли Підбуж до когорти населених пунктів Дрогобицько-Бориславського нафтового басейну. Проте, все-таки цікавим виглядає наявність інформації про Підбуж періоду Другої світової війни на шпальтах однієї із американських газет середини XX ст.

## Список використаної літератури
- Łu, Dz. Podbuż // Słownik geograficzny Królestwa Polskiego i innych krajów słowiańskich. Warszawa, 1887. T. 8. S. 366—368
- Makarski W. Nazwy miejscowosci dawnej ziemi Przemyskiej. — Lublin, 1999. — S.205; 407—408
- Rudnicki J. Nazwy geograficzne Bojkowsczyzny // Rozprawy z onomastyki slowianskiej. — Lwow, 1939. — S.53
- Wrzosek A. Józef Dietl // Polski słownik biograficzny. Kraków, 1939—1946. T.V: Dąbrowski Jan Henryk — Dunin Piotr. S.158-166
- Британ Б. «Смерека» Любомира Якима — «Шлягер XX століття»
- Галатяк Л. Символіка Підбужа // Світлиця. Вісник літературно-мистецької вітальні Підбузької СЗШ І-ІІІ ст. Дрогобич, 2012. Вип.2. С.61
- Головай І. Їх єднала доля України (І.Франко й Українські Січові Стрільці)[недоступне посилання з липня 2019]
- Денисюк О. Українські студенти та випускники Краківської Академії Мистецтв: до питання українсько-польських мистецьких взаємин (1921—1939) // Бюлетень Львівського філіалу Національного науково-дослідного реставраційного центру України. Львів, 2008. № 1 (10). С. 202—211[недоступне посилання з липня 2019].
- Дрогобиччина — земля Івана Франка / Відп. за випуск Петро Пунін // НТШ, Український архів. — Том XXV. — Дрогобич: Бескид, 1993. — С. 356
- Жертви енкаведистів у Підбужі, Дрогобицька область // Українські щоденні вісті. — Львів, 1941. — № 10 (17), липень.
- Історія міст і сіл Української РСР. Львівська область. — К.: Головна редакція УРЕ АН УРСР, 1968. — С.321
- Крвавич Д. Юрій Кульчицький з Підбужа // Бойківщина. Науковий збірник. Дрогобич, 2002. Т.1. С.285-297
- Кругляк Ю. Ім'я вашого міста: Походження назв міст і селищ міського типу УРСР. — Київ, 1978. — С.104
- Пастух Р., Сов'як П., Шимко І. Дрогобиччина: свідки епох. Дрогобич, 2012. Т. 1. С.336-341; Т.2. С.159-163
- Слободян В. Церкви України. Перемиська єпархія. — Львів, 1998. — С.432-433